# Зибров, Павел Николаевич
Па́вел Никола́евич Зибро́в (укр. Павло Миколайович Зібров; род. 21 июня 1957, Червоное, Винницкая область, УССР, СССР) — украинский певец (бас), композитор и автор исполнитель. Народный артист Украины (1996).

## Биография
Родился 21 июня 1957 года в селе Червоное в семье болгарина Николая Ивановича Зиброва (умер в 1964) и украинки Анны Кирилловны Зибровой. Мать работала учительницей, отец был мастером на все руки. Павел окончил музыкальную спецшколу-интернат им. Лысенко в Киеве, а его брат Владимир Зибров — Московское военно-музыкальное училище. 
В 1981 году окончил оркестровый факультет Киевской консерватории им. П. И. Чайковского, а в 1992 году — вокальный факультет.
В 1986—1993 годах — солист Государственного эстрадно-симфонического оркестра УССР.
В 1990 году снялся в музыкальном фильме «Спогад» киностудии «Укртелефильм».

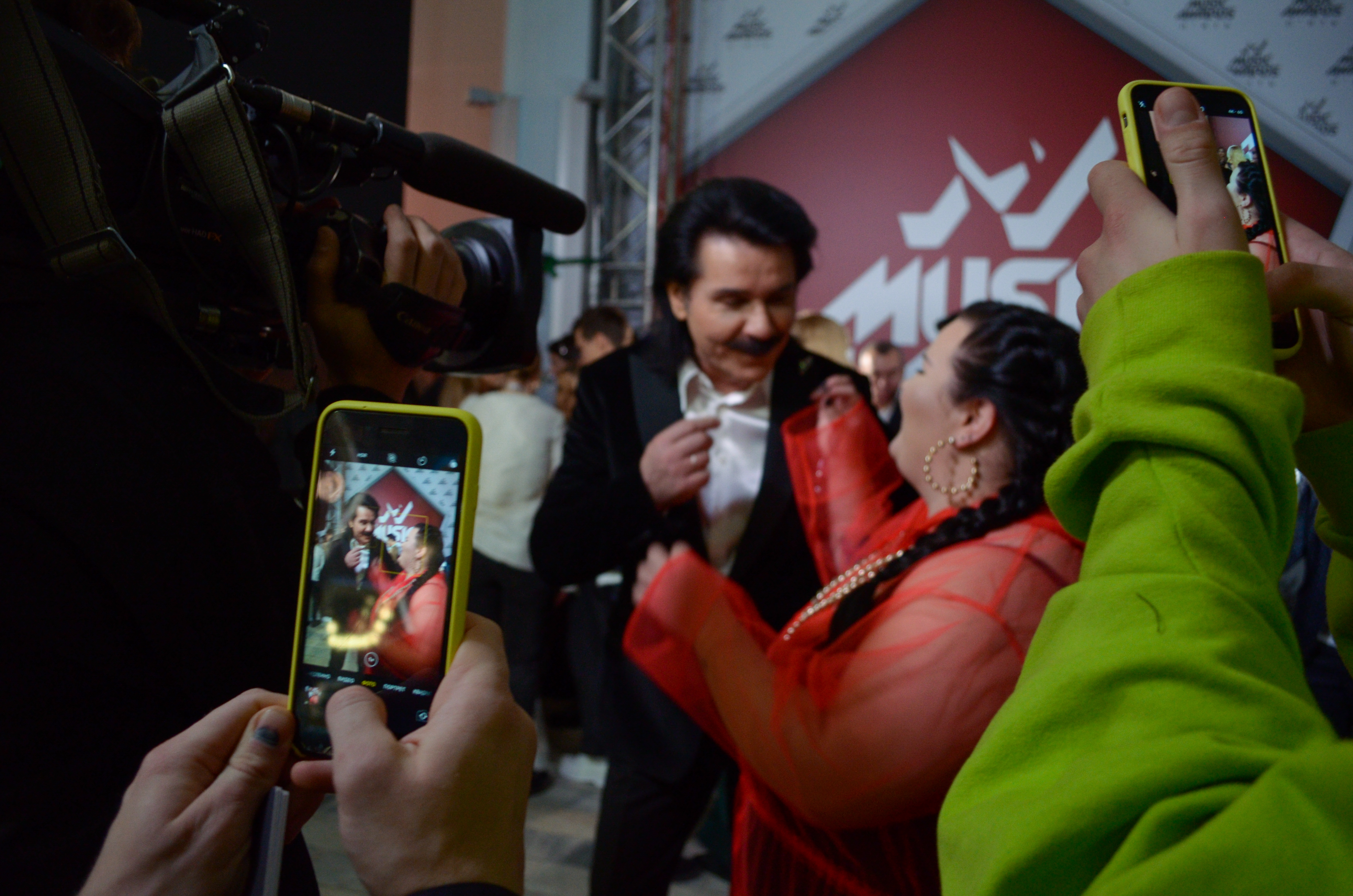
Павел Зибров и Alyona Alyona на M1 Music Awards 2019

В 1993 году Павлу Зиброву было присвоено звание Заслуженного артиста Украины, а 26 декабря 1996 года музыкант стал Народным артистом Украины. В 2002 году удостоен Почётной грамоты Кабинета Министров Украины.
Первую широкую популярность получил после выхода песни «Білий цвіт на калині», всенародную известность получил в 1994 году после выхода музыкального хита «Хрещатик».
С 1994 года — директор, художественный руководитель Театра песни Павла Зиброва.
Преподаватель кафедры эстрадного пения в Киевском национальном университете культуры и искусств.
В 2018 году участвовал в теле-проекте «Танцы со звёздами» на 1+1.
В 2021 году принимал участие в музыкальном проекте «Маска» на телеканале «Украина».

## Личная жизнь
- Первая жена Татьяна ушла к своему студенту, тогда Павлу было 27 лет[11][12];
- Вторая жена — Марина Владимировна Зиброва (род. 25 августа 1959, поженились 25 августа 1994 года[13]), работает директором, режиссёром и художником по костюмам в театре Павла Зиброва[11];
- Дочь Диана Зиброва (род. 21 февраля 1997[4]);
- Приёмный сын Александр Зибров (род. 1980) (сын Марины от первого брака);
- Старший брат — Владимир Николаевич Зибров (род. 1954), заслуженный деятель искусств Украины, полковник в отставке, служил в ансамбле песни и пляски, работает в театре Павла Зиброва, у него 4 детей[4][14].

## Дискография
- 1994 — Хрещатик
- 1994 — Я чекаю тебе
- 1995 — Душі криниця
- 1995 — Блудний син
- 1996 — Очі дівочі
- 1997 — У нас є все!
- 1998 — Золоті шлягери
- 1998 — Нам пела скрипка…
- 1999 — Женщина любимая
- 2000 — Гори, гори, моя звезда
- 2001 — Так, щоб гай шумів
- 2002 — Мелодії душі
- 2002 — Прошу пані…
- 2002 — Мій шлях
- 2003 — Золота колекція
- 2004 — Шахтёрские жены
- 2005 — Странная любовь
- 2007 — Найкраще
- 2007 — Дорогая
- 2009 — Офіцери, панове[15]
- 2010 — Единственная
- 2010 — Чорногузова весна[16]

## Фильмография
- 2017 — Инфоголик (камео)
- 2019 — Продюсер (камео)